# Grzępa (przystanek kolejowy)
Grzępa – zlikwidowany przystanek osobowy w powiecie sztumskim w województwie pomorskim
Przystanek zlikwidowany przy modernizacji linii kolejowej nr 207.